# 7382 Боженкова
7382 Боженкова (7382 Bozhenkova) — астероїд головного поясу, відкритий 8 вересня 1981 року.
Тіссеранів параметр щодо Юпітера — 3,152.